# Jakob Bender
Jakob Bender (Düsseldorf, 23 marzo 1910 – 8 febbraio 1981) è stato un calciatore tedesco, di ruolo centrocampista.

## Palmarès

### Club

#### Competizioni nazionali
- Campionato tedesco: 1

Fortuna Dusseldorf: 1932-1933